# Khun Lo
Khun Lo († 780) war der Gründer des Reiches von Rajadharani Sri Sudhana im Gebiet des heutigen Luang Phrabang, das später unter König Fa Ngum zusammen mit anderen Fürstentümern im Königreich Lan Chang aufging. Er gilt auch als Gründer der heutigen Stadt Luang Phrabang.

## Leben
Khun Lo selbst soll von Khun Borom abstammen, einer sagenhaften Gestalt aus der frühen Geschichte der Tai in Südchina. Der Legende nach kam Khun Borom bei Mueang Than, einem Ort himmlischer Geister, zur Erde und zeugte dort einen Sohn, Khun Lo. Dieser wurde Namensgeber der Dynastie, die später sowohl Rajadharani Sri Sudhana als auch deren Nachfolgerin Lan Chang beherrschte. Er führte sein Volk aus Südchina bis in die Gegend des heutigen Luang Phrabang und ließ sich dort nieder.
Über die nachfolgenden Herrscher von Rajadharani Sri Sudhana, von denen es bis zu 22 geben soll, ist wenig bekannt. Der letzte männliche Vertreter dieser Linie war möglicherweise Phraya Langa, dessen Nachfolger Suvanna Kamphong 1316 eine neue Linie der Khun Lo-Dynastie begründete.
Zur Khun-Lo-Dynastie siehe Herrscher von Lan Chang.